# Indaial
Indaial es un municipio brasileño del estado de Santa Catarina. Tiene una población estimada al 2022 de 71 549 habitantes. Pertenece a la Región metropolitana del Valle de Itajaí.

## Toponimia
Su nombre proviene de “Indaiá”, palmera muy común en el municipio en la época de su colonización.

## Historia
Habitada por los indios Tapajós y Carios, fue colonizada por alemanes en 1860, luego llegaron italianos (1875) y polacos (1878).
Se creó el distrito de Indaial en septiembre de 1886, y se emancipó de Blumenau en 1934.